# Sugimoto-dera

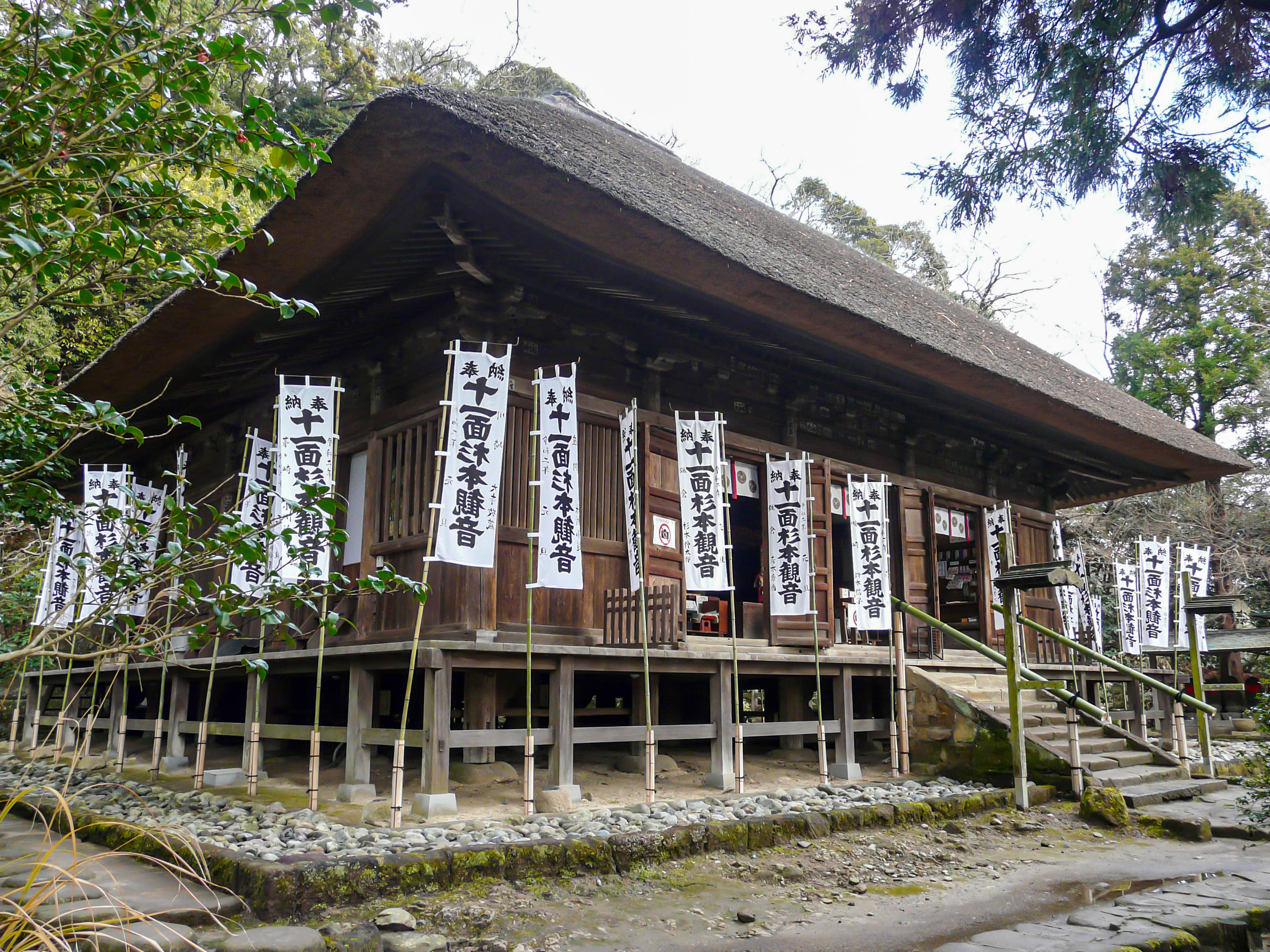
Haupthalle

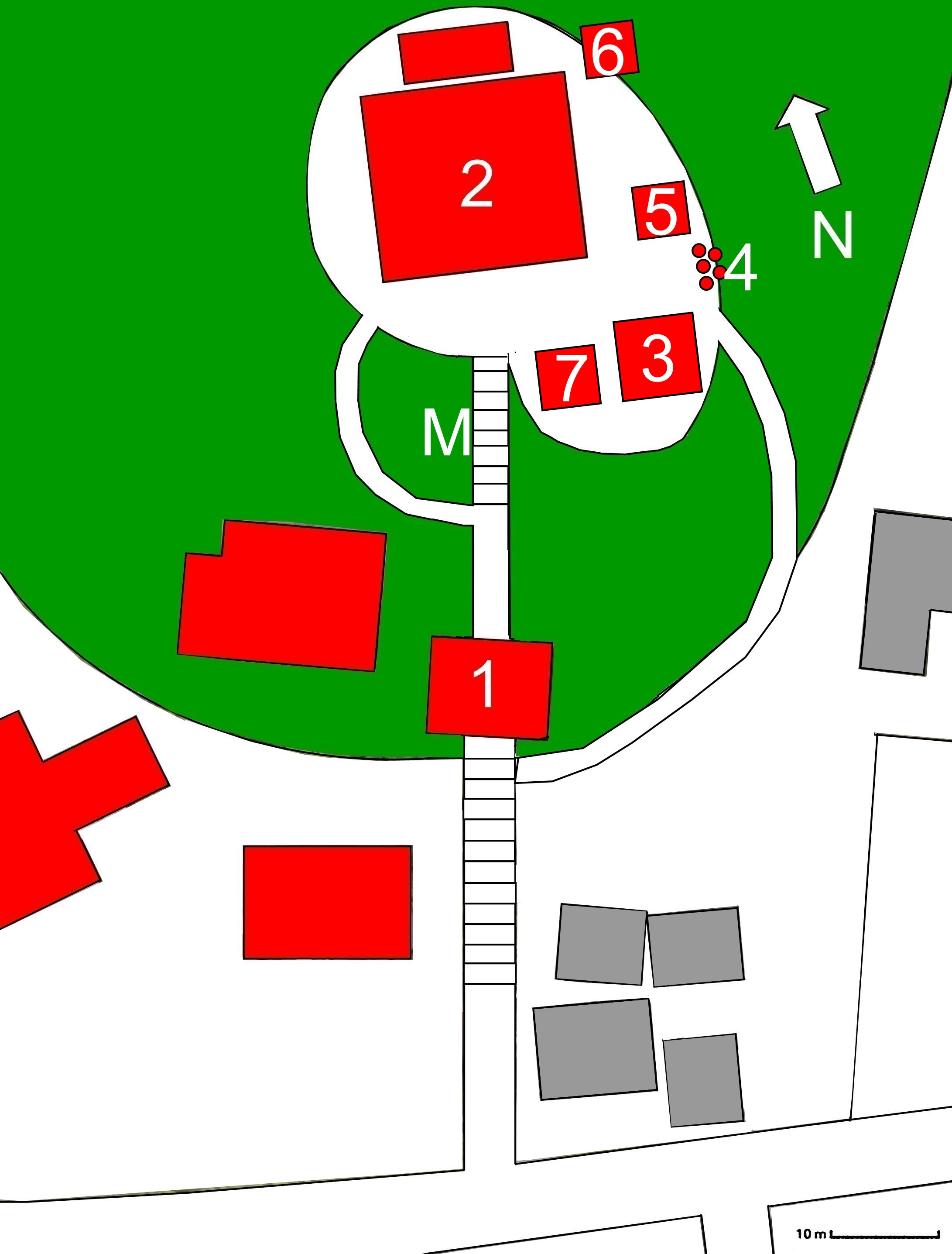
Plan des Tempels (s. Text)

Der Sugimoto-dera (japanisch 杉本寺) mit den Bergnamen Ōkura-zan (大蔵山) ist ein Tempel, der zur Tendai-Richtung des Buddhismus gehört. Er befindet sich in Kamakura in der Präfektur Kanagawa, Japan. In der traditionellen Zählung ist er der 1. der 33 Tempel der Kantō-Region.

## Geschichte
Nach der Überlieferung des Tempels wurde dieser auf Anordnung des Kaisers Kōmei von Fujiwara no Fusasaki (藤原 房前; 681–727) und Priester Gyōki im Jahr Tempyō 6 (734) errichtet und ist damit der älteste Tempel in Kamakura. Später wurde er von Priester Ennin wieder zur Blüte gebracht.
Als 1189 die Kannon-Halle auf dem nahen Ōkurayama in Brand geriet, soll Priester Jōdai-bō (浄台坊) sich in die Flammen gestürzt haben und die drei Kannon, in einen Mantel gehüllt, gerettet haben. Viele Gläubige beten daher die Kannon an, ihrerseits nun Retterinnen im Flammenmeer. Da die Kannon am Fuße eines Sugi-Baums dem Feuer entkamen, wurden sie „Sugimoto-Kannon“ genannt.
Wenn man sich dem Tempel zu Pferde näherte, war es üblich, rechtzeitig abzusteigen. So bekamen die Kannon den Beinamen Geba Kannon (下馬観音), etwa „Vom Pferd absitzende Kannon“. Als Priester Lanxi Daolong, Gründer des Kenchō-ji, zum Tempel kam, um zu beten, und zwar in seine Stola (袈裟 Kesa) gehüllt, verschwand der Brauch des Absitzens. Und so wurden die Kannon Fukumen Kannon (覆面観音), etwa „Verschleierungs-Kannon“ genannt.

## Die Anlage
Man steigt eine wenig die  Treppe hoch zur Tempelanlage und kommt zum Tempeltor, das hier als Niō-Tor (仁王門, Niō-mon; 1 im Plan), also als Tor mit den beiden Tempelwächtern (Niō) rechts und links vom Durchgang ausgeführt ist. Die steile Treppe, die den direkten Zugang bildet, ist wegen Brüchigkeit gesperrt. Sie führt den Namen „Moos-Treppe“ (苔の階段 Koke no kaidan; M). Auf dem Nebenweg oben angelangt, sieht man die schilfgedeckte Haupthalle (本堂 Hondō; 2). Davor auf der rechten Seite hat man die kleine, der heiligen Benzaiten geweihten Benten-dō (弁天堂; 7) und den Glockenturm (鐘楼 Shōrō; 3).
Weiter rechts am Rand befindet sich eine Gruppe von Steinpagoden (五輪塔 Gorintō; 4). Dahinter sieht man einen kleinen Unterstand für eine Reihe von heiligen Jizō (5) und noch weiter dahinter die kleine Gongen-Halle (権現堂 Gongen-dō; 6).

## Tempelschätze
In der Haupthalle befinden sich die drei Skulpturen der elfgesichtigen Kannon.
- Im Westen des Inneren Bereichs (内陣 Naijin) der Haupthalle steht als Hauptkultfigur eine Kannon aus der späten Heian-Zeit. Der Legende nach soll Gyōki, als er die Kantō-Gegend durchwanderte und vom Berg Ōkura-yama (大蔵山) Kamakura betrachtete, gesagt haben, „Dies ist der richtige Platz, um eine Kannon Bosatsu (観音菩薩) zu verehren.“ Er selbst soll daraufhin eine lebensgroße Kannon geschnitzt haben. Sie ist als Wichtiges Kulturgut der Stadt registriert.
- Ennin soll im Jahr 851 in diesem Tempel an Kaiser Montoku gedacht haben und eine Kannon aus einem auf dem Meer treibenden Baumstamm gefertigt haben. Diese Kannon in der Mitte ist als Wichtiges Kulturgut Japans registriert
- Auch die Kannon im Osten des Inneren Bereichs ist als Wichtiges Kulturgut Japans registriert. Sie stammt aus der mittleren Kamakura-Zeit. Auf Anordnung des Kaisers Kazan fertigte Priester Genshin (源信; 942–1017) 985 eine Kannon, in der sich der heilige Kumano (熊野権現 Kumano Gongen) offenbart.

## Bilder

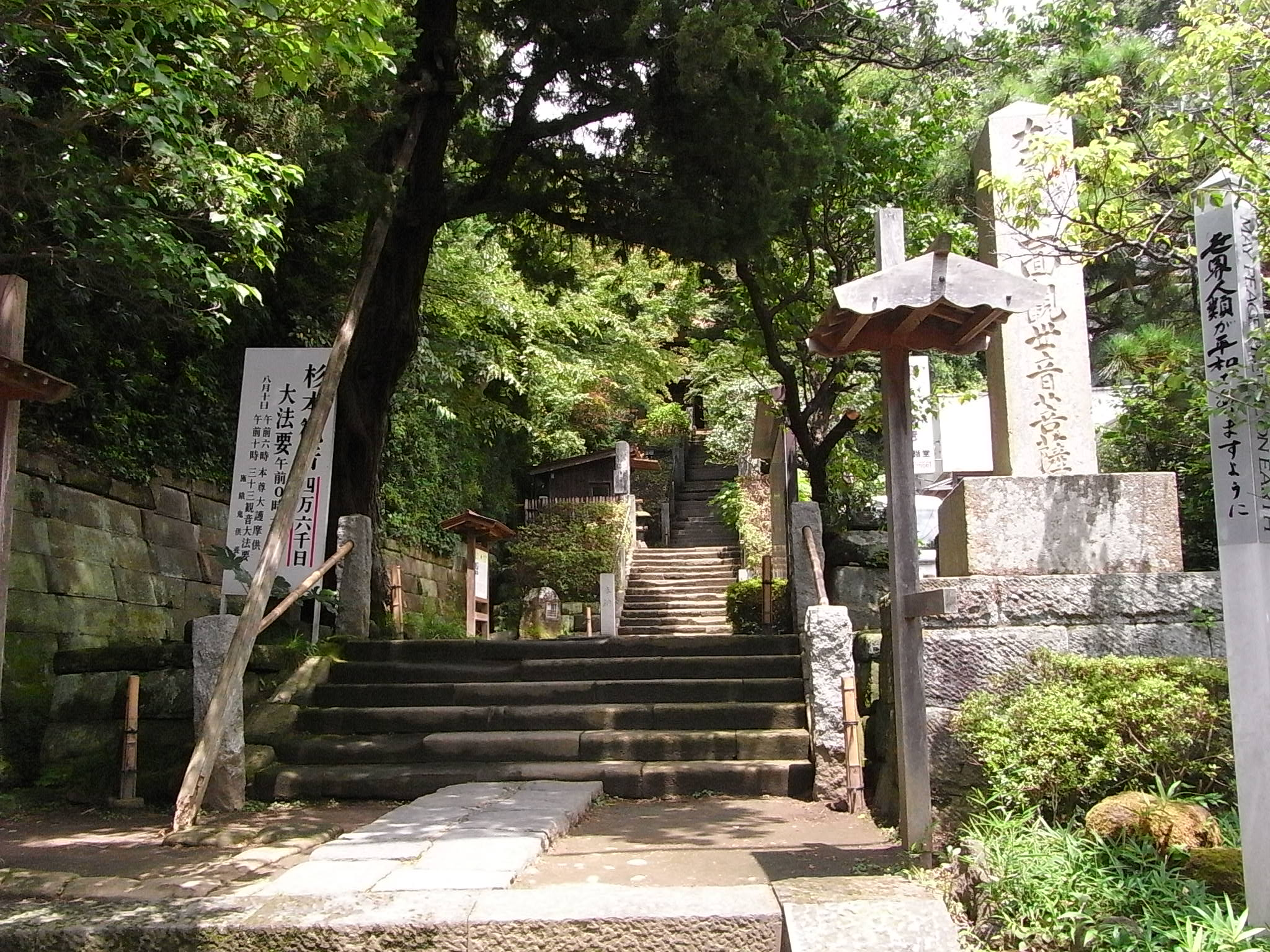
Unten an der Treppe
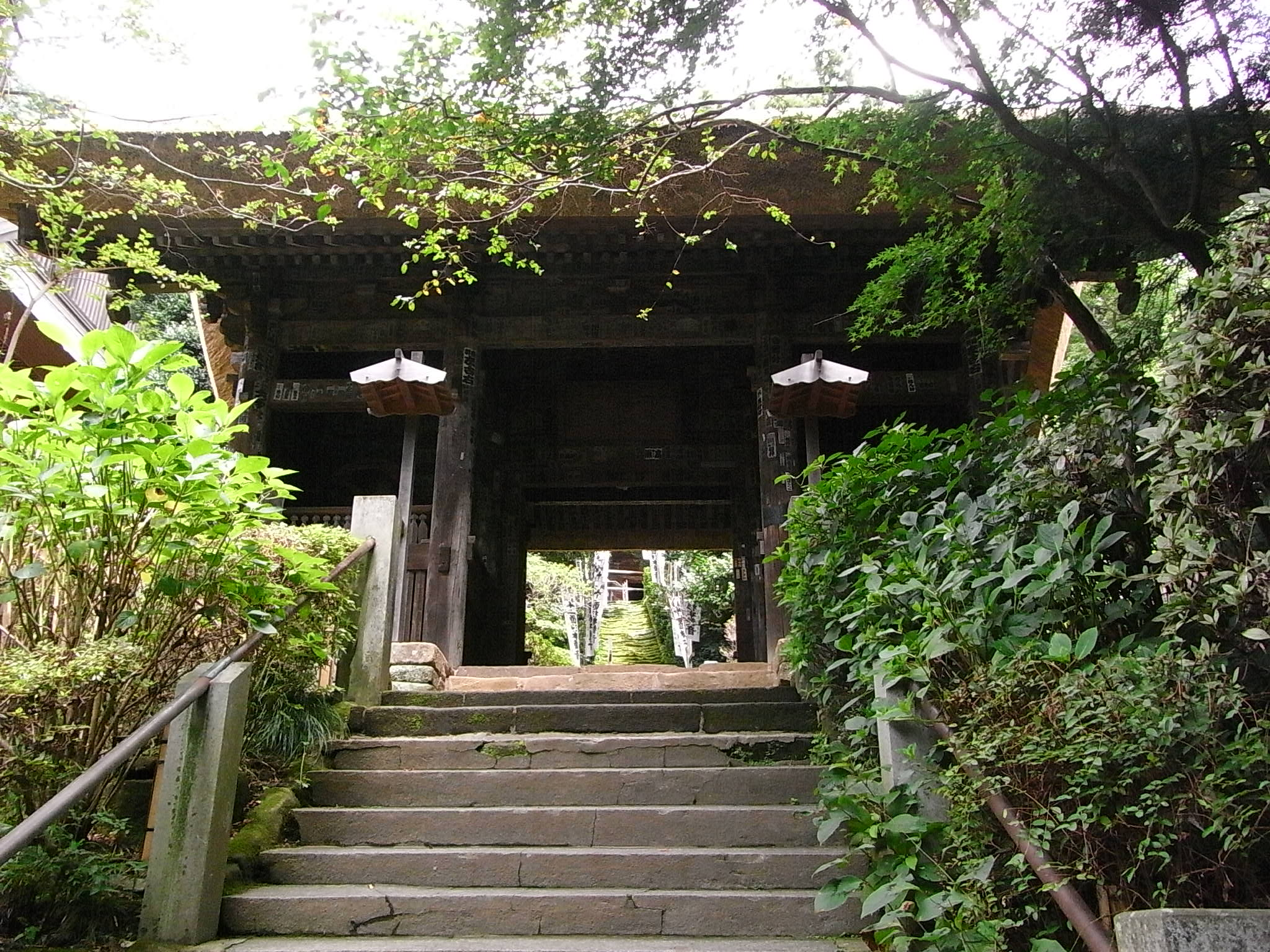
Niō-Tor
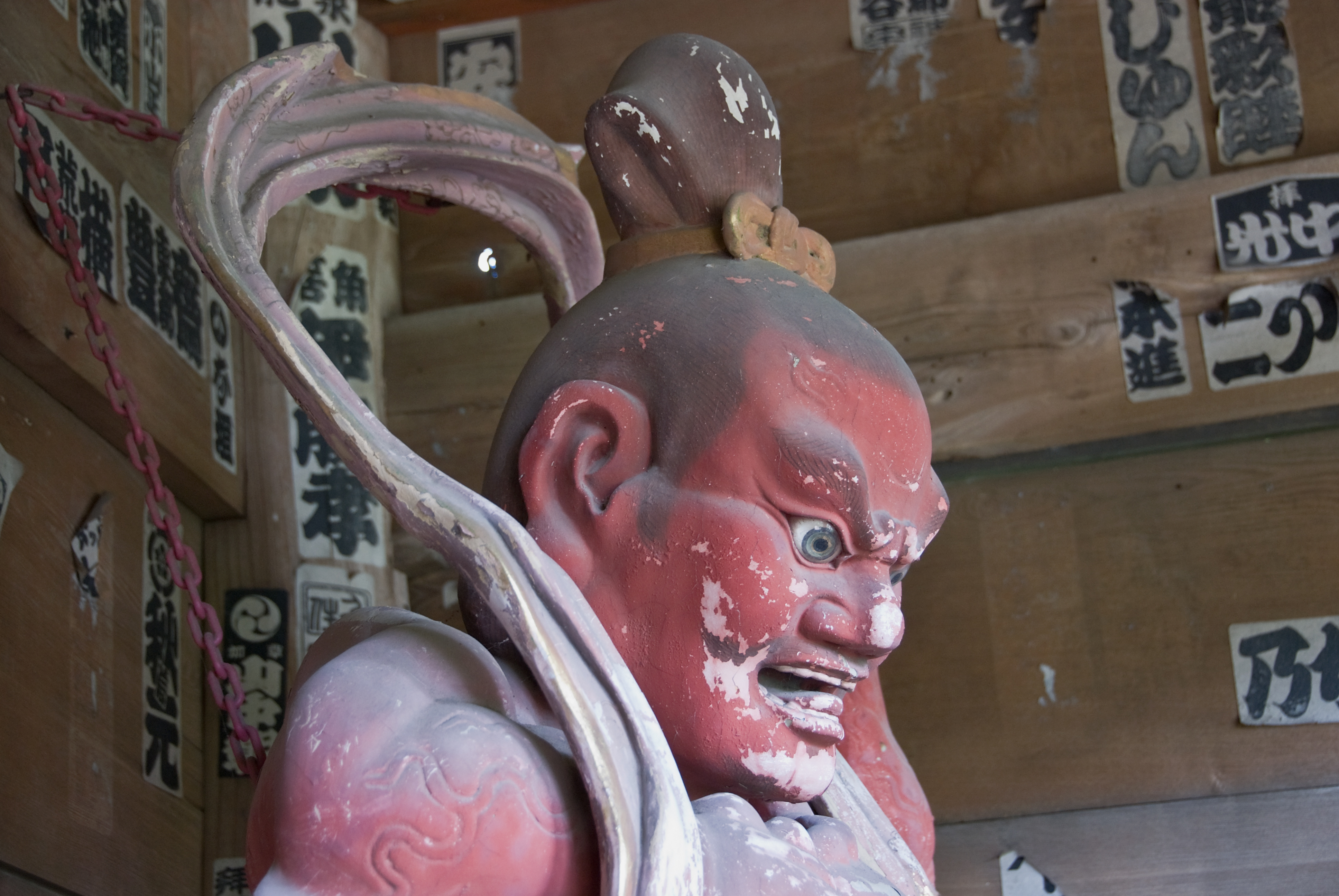
Tempelwächter
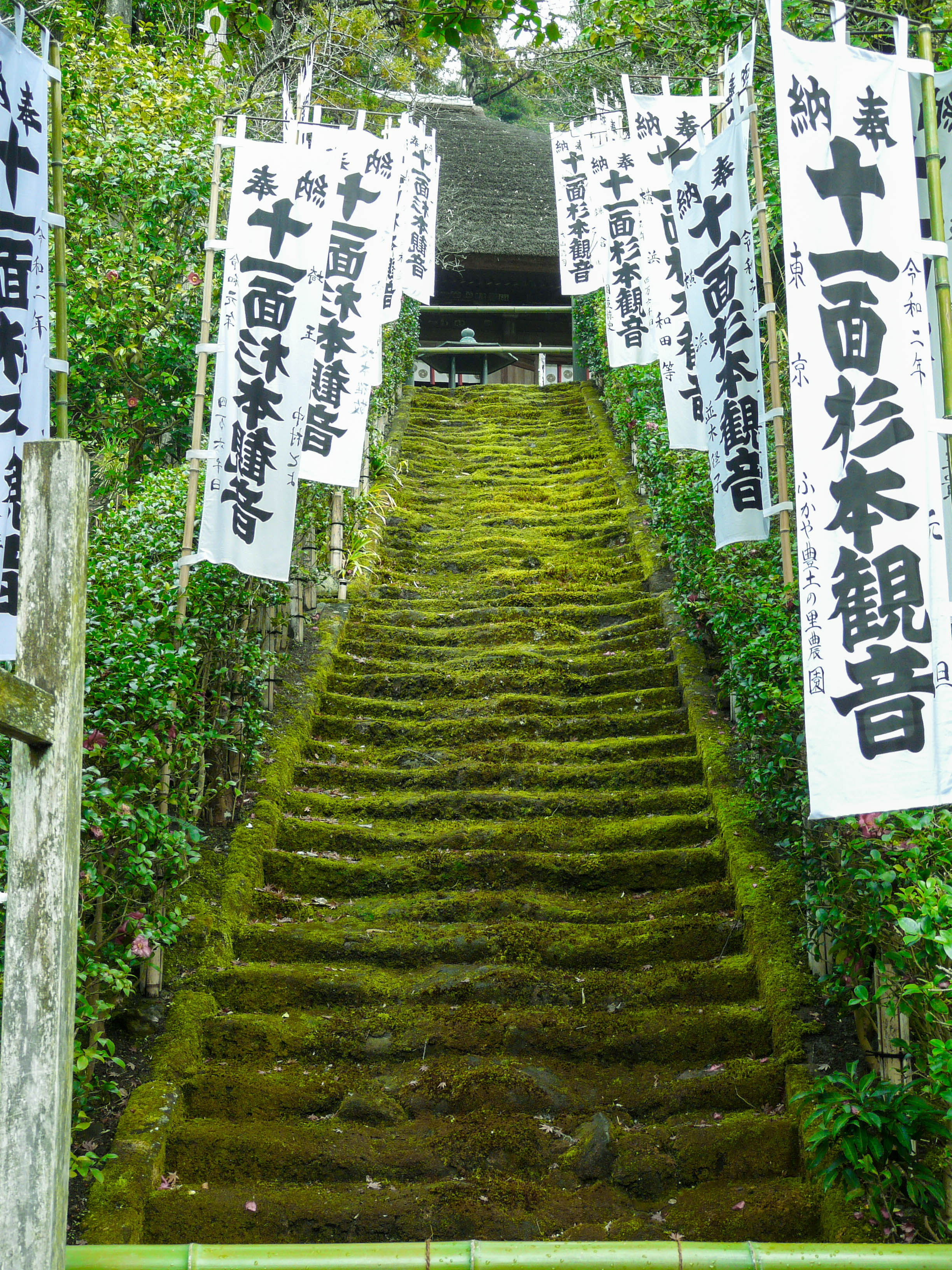
Gesperrte Treppe
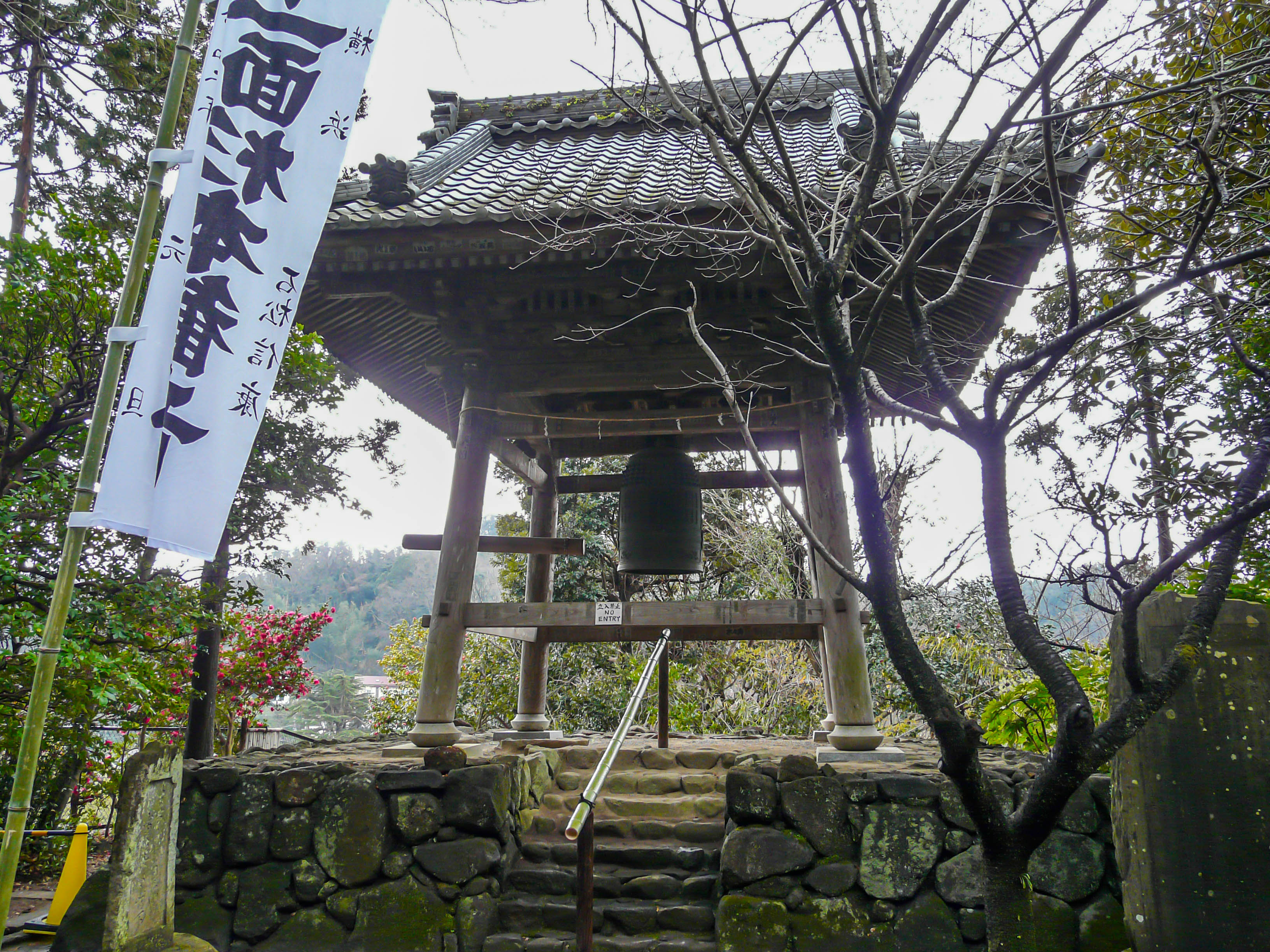
Glockenturm